# اوستر
شهر اوستر (به روسی: Остер) در استان چرنیهیو در کشور اوکراین واقع شده‌است. جمعیت این شهر ۷٬۱۹۴ نفر  است.